# Ruth Meiers
Ruth Meiers (* 6. November 1925; † 19. März 1987) war eine US-amerikanische Politikerin. Zwischen 1985 und 1987 war sie Vizegouverneurin des Bundesstaates North Dakota.

## Werdegang
Ruth Olson, so ihr Geburtsname, war die Tochter von Axel Olson, einem Abgeordneten im Repräsentantenhaus von North Dakota. Nach ihrer Schulzeit war sie Sozialarbeiterin im Bereich der Kinderbetreuung. Außerdem leitete sie den Wohlfahrtsausschuss im Mountrail County. Politisch schloss sie sich der Demokratischen Partei an. Im Jahr 1974 wurde sie als Nachfolgerin ihres Vaters in das Staatsparlament gewählt, wo sie bis 1984 verblieb.
1984 wurde sie an der Seite von George Sinner zur Vizegouverneurin von North Dakota gewählt. Dieses Amt bekleidete sie zwischen 1985 und ihrem Tod am 19. März 1987. Dabei war sie Stellvertreterin des Gouverneurs und Vorsitzende des Staatssenats. Ruth Meiers starb an den Folgen einer Krebserkrankung.